# Saga de Ender
La Saga de Ender es una saga de novelas de ciencia ficción escrita por Orson Scott Card. La saga comenzó con el relato corto "El juego de Ender", que posteriormente fue extendido a la novela con el mismo nombre. Actualmente la saga comprende once novelas y diez relatos cortos. Las dos primeras novelas, El juego de Ender y La voz de los muertos, ganaron los Premios Hugo y Nébula, y se consideran dos de las novelas de ciencia ficción más influyentes de los años 80.
La saga se desarrolla en un futuro donde la humanidad se enfrenta a la aniquilación por una agresiva sociedad extraterrestre, una raza similar a los insectos conocida coloquialmente como Insectores (buggers en el original) pero más formalmente llamada Fórmicos (formics). El personaje central, Andrew 'Ender' Wiggin, es uno de los niños soldados entrenados por la Escuela de batalla (y finalmente por la Escuela de alto Mando) para convertirse en los futuros líderes encargados de proteger la Tierra. El año exacto nunca se específica, aunque las edades de los niños Wiggin están sujetas a cambios a través del espacio, también tomando cuidadosamente en cuenta la relatividad del espacio-tiempo.

## La saga de Ender
Orson Scott Card escribió en un primer momento El juego de Ender como un relato corto, pero recapacitó y lo expandió a una novela que le permitiera usar a Ender como personaje principal en otra novela, La voz de los muertos. Esa novela se desarrolla tres mil años después de El juego de Ender, aunque debido al viaje espacial relativista el propio Ender (que ahora usa su nombre de pila, Andrew) solamente tiene 36 años, sólo 25 años mayor que al final de las Guerras Insectoras.
Mientras que la primera novela se centra en ejércitos y guerras espaciales, La voz de los muertos y sus dos secuelas Ender el Xenocida e Hijos de la Mente presentan una naturaleza más filosófica. Tratan de las difíciles relaciones entre los humanos y los Cerdis (o Pequeninos), y de los intentos de Andrew por evitar que suceda otro genocidio.
La novela corta Guerra de regalos se publicó en octubre de 2007 y tiene lugar durante el primer año de Ender en la Escuela de batalla.
Una precuela a La voz de los muertos llamada Ender en el exilio se publicó en noviembre de 2008. Comprende el viaje de Ender a la primera colonia, así como su encuentro con un personaje de la Saga de la Sombra, uniendo finalmente las tramas de las series paralelas.

## La saga de la Sombra
Partiendo de la Saga de Ender, han sido publicadas cinco novelas más contando la historia de las personas que Ender dejó atrás. Esta saga se conoce como La saga de la Sombra. La sombra de Ender es una novela paralela a El juego de Ender, contando muchos de los mismos sucesos desde la perspectiva de Bean, un personaje secundario en El juego de Ender. La sombra del Hegemón, Marionetas de la Sombra y La sombra del Gigante cuentan la historia de la lucha por la dominación mundial después de las Guerras Insectoras, en las que están implicados los niños de la Escuela de Batalla, así como el hermano de Ender, Peter Wiggin. Como continuación a la La sombra del Gigante apareció Sombras en fuga, donde se narran los esfuerzos de Bean por encontrar una cura a su enfermedad.

## Novelas de la saga
En total, hay 6 novelas en la Saga de Ender y 5 novelas en la Saga de la Sombra. De acuerdo con Orson Scott Card, no hay estrictamente un orden preferido para leerlas, excepto que Ender el xenocida debería leerse justo antes de Hijos de la Mente. Los libros pueden ser leídos en el orden que fueron originalmente escritos o en orden cronológico.

### Fecha de publicación
1. El juego de Ender (1985) - Ganador del Premio Nébula, 1985;[1] Ganador del Premio Hugo, 1986;[1] Nominado al Premio Locus, 1986[1]
2. La voz de los muertos (1986) - Ganador del Premio Nébula, 1986;[1] Ganador de los Premios Hugo y Locus, 1987;[1] Nominado al Premio Campbell, 1987[1]
3. Ender el xenocida (1991) - Nominado a los Premios Hugo y Locus, 1992[6]
4. Hijos de la Mente (1996)
5. La sombra de Ender (1999) - Preseleccionado para un Premio Locus, 2000[7]
6. Consejera de inversiones (1999)
7. La sombra del Hegemón (2001) - Preseleccionado para un Premio Locus, 2002[8]
8. Marionetas de la Sombra (2002)
9. Primeros encuentros (2002) - colección de relatos cortos
10. La sombra del gigante (2005)
11. Guerra de regalos (2007) - novela corta
12. Ender en el exilio (2008)
13. Sombras en fuga (2012)
14. La tierra desprevenida (2012)
15. La tierra en llamas (2013)
16. La tierra despierta (2014)
17. El enjambre (2016)
18. La colmena (2019)
19. Las reinas (sin publicar)

### Orden cronológico
1. La Tierra desprevenida (2012)
2. La Tierra en llamas (2013)
3. La Tierra despierta (2014)
4. Primeros encuentros (2002)
5. El juego de Ender/La sombra de Ender (1985/1999)
6. Guerra de regalos (2007)
7. Los niños de la flota (pendiente de edición en español)
8. La sombra del Hegemón (2001)
9. Marionetas de la Sombra (2002)
10. La sombra del gigante (2005)
11. Ender en el exilio (2008)
12. Sombras en vuelo (2012)
13. Consejera de inversiones (1999)
14. La voz de los muertos (1986)
15. Ender el xenocida (1991)
16. Hijos de la mente (1996)

### Saga de Ender
1. El juego de Ender
2. La voz de los muertos
3. Ender el xenocida
4. Hijos de la mente
5. Ender en el exilio
6. Los niños de la flota (pendiente de edición en español)

### Saga de la Sombra
1. La sombra de Ender
2. La sombra del Hegemón
3. Marionetas de la Sombra
4. La sombra del gigante
5. Sombras en fuga / Sombras en vuelo
6. Las sombras viven (sin publicar)

### Saga de la Primera Guerra Fórmica
1. La tierra desprevenida
2. La tierra en llamas
3. La tierra despierta

### Saga de la Segunda Guerra Fórmica
1. El enjambre (2016)
2. La colmena (2019)
3. Las reinas (sin publicar)

## Gobiernos del Enderverso
Hay dos gobiernos principales en la Saga de Ender. El primero (mencionado en El juego de Ender) es la Hegemonía, una mezcla futurística entre el Gran Hermano de 1984 y la forma actual de la democracia norteamericana. El último es un gobierno interestelar conocido como Congreso Estelar.

### La Hegemonía
Después de los sucesos de la primera invasión (antes de El juego de Ender), el mundo se unificó contra los insectores en una alianza acuñada como la Hegemonía. Consistía en tres cargos: Hegemón, Strategos y Polemarca. Sin embargo, la Hegemonía solo tenía poder e influencia mientras los insectores supusieran una amenaza. Después de la Tercera Invasión, la Hegemonía perdió influencia a la vez que diversos bloques de poder en la Tierra comienzan a maniobrar para conseguir influencia y territorio. Durante los cinco días posteriores a la batalla final de Ender se desencadenó la Guerra de las Ligas, acabando finalmente por la Propuesta de Locke, escrita por Peter Wiggin.

### El Pueblo Libre de la Tierra
El Pueblo Libre de la Tierra (PLT) es el cuerpo principal del gobierno mundial que aparece en La sombra del gigante, y en las novelas sucesivas, y que es introducido por Peter Wiggin al acabar la guerra con los insectores para ocupar el vacío de poder que había dejado La Hegemonía y acabar con las guerras iniciadas de nuevo entre las naciones de la Tierra. Poco Tiempo después de la muerte de Peter, el PLT se colapsa, y es sustituido por el Congreso Estelar.

### Congreso Estelar
El Congreso Estelar se formó cierto tiempo después de la colonización de los Cien Mundos, a lo largo del tiempo comprendido entre Ender en el exilio y La voz de los muertos. En la saga, es una superpotencia gobernadora intergaláctica nacida de raíces estadounidenses que se convierte en el principal antagonista en La voz de los muertos. Está compuesto de presidentes que votan sobre problemas y gobiernan controlando el Ansible. Diversos grupos (religiosos, nacionalistas, étnicos, etc.) recibieron permisos para desarrollar colonias gobernadas de acuerdo a sus sistemas de creencias siempre que siguieran las leyes establecidas por el Congreso Estelar.

## Relatos cortos de la saga
Varias obras cortas desarrolladas en la Saga de Ender se hallan compiladas en Primeros encuentros y en su revista electrónica InterGalactic Medicine Show. Orson Scott Card prometió publicar un relato de Ender con cada nueva edición (aunque no haya aparecido ninguna historia nueva desde la edición 8). Los primeros cuatro relatos de su revista electrónica: "Mazer en Prisión", "Pretty Boy", "Cheater" y "A Young Man with Prospects" también aparecen en la antología en edición de bolsillo Orson Scott Card's InterGalactic Medicine Show. El relato "Ender's Stocking" aparece en la novela Guerra de regalos, mientras los relatos "Ender's Homecoming", "Ender in Flight" y "The Gold Bug" acabaron integrándose en la novela Ender en el exilio.

### Primeros Encuentros
- "El juego de Ender"
- "Consejera de inversiones"
- "El chico polaco"
- "Teacher's Pest"

### InterGalactic Medicine Show
Es una publicación en línea de Orson Scott Card, donde va publicando de vez en cuando diversos relatos cortos del Enderverso, que hasta la fecha son los siguientes:
- "Mazer in Prison"
- "Pretty Boy"
- "Cheater"
- "A Young Man with Prospects"
- "The Gold Bug"
- "Ender's Stocking"
- "Ender's Homecoming"
- "Ender in Flight"

### Orden cronológico de los relatos
- "Mazer in Prison"
- "The Polish Boy"
- "Teacher's Pest"
- "Pretty Boy"
- "Cheater"
- "Ender's Stocking"
- "Ender's Game"
- "Ender's Homecoming"
- "A Young Man with Prospects"
- "Ender in Flight"
- "The Gold Bug"
- "Investment Counselor"

## La saga en el cine
Después de casi una década de espera, comenzó a mediados del 2012 el rodaje de la versión cinematográfica de "El juego de Ender" con guion del propio Orson Scott Card. Fue estrenada el 25 de octubre de 2013 (Reino Unido, Irlanda).

## Cómics de la saga
Marvel publicó cómics basados en el Universo de Ender. Estos cómics incluyen adaptaciones de:
- "Insecto de Oro (2007)"
- "El juego de Ender: escuela de batalla (2008)"
- "La sombra de Ender (2009)"
- "Ender en el exilio (2010)"
- "La guerra de la liga (2010)"
- "Guerras fórmicas: Tierra en LLamas (2011)"
- "La voz de los muertos (2011)"